# Hörselberg-Hainich
Hörselberg-Hainich is een gemeente in de Duitse deelstaat Thüringen, en maakt deel uit van het district Wartburgkreis.
Hörselberg-Hainich telt 6.165 inwoners. De gemeente ontstond in 2007 door de fusie van de gemeenten Behringen en Hörselberg. Het gemeentebestuur is gevestigd in de  plaats Behringen.
Hörselberg-Hainich ligt niet ver ten oosten van de stad Eisenach, en grenst in het zuidwesten aan het  tot die gemeente behorende dorp Stockhausen.

## Geschiedenis
De gemeente bestaat sinds de vrijwillige gemeentelijke samenvoeging per 1 december 2007 van de toenmalige gemeenten Behringen en Hörselberg.

## Indeling gemeente

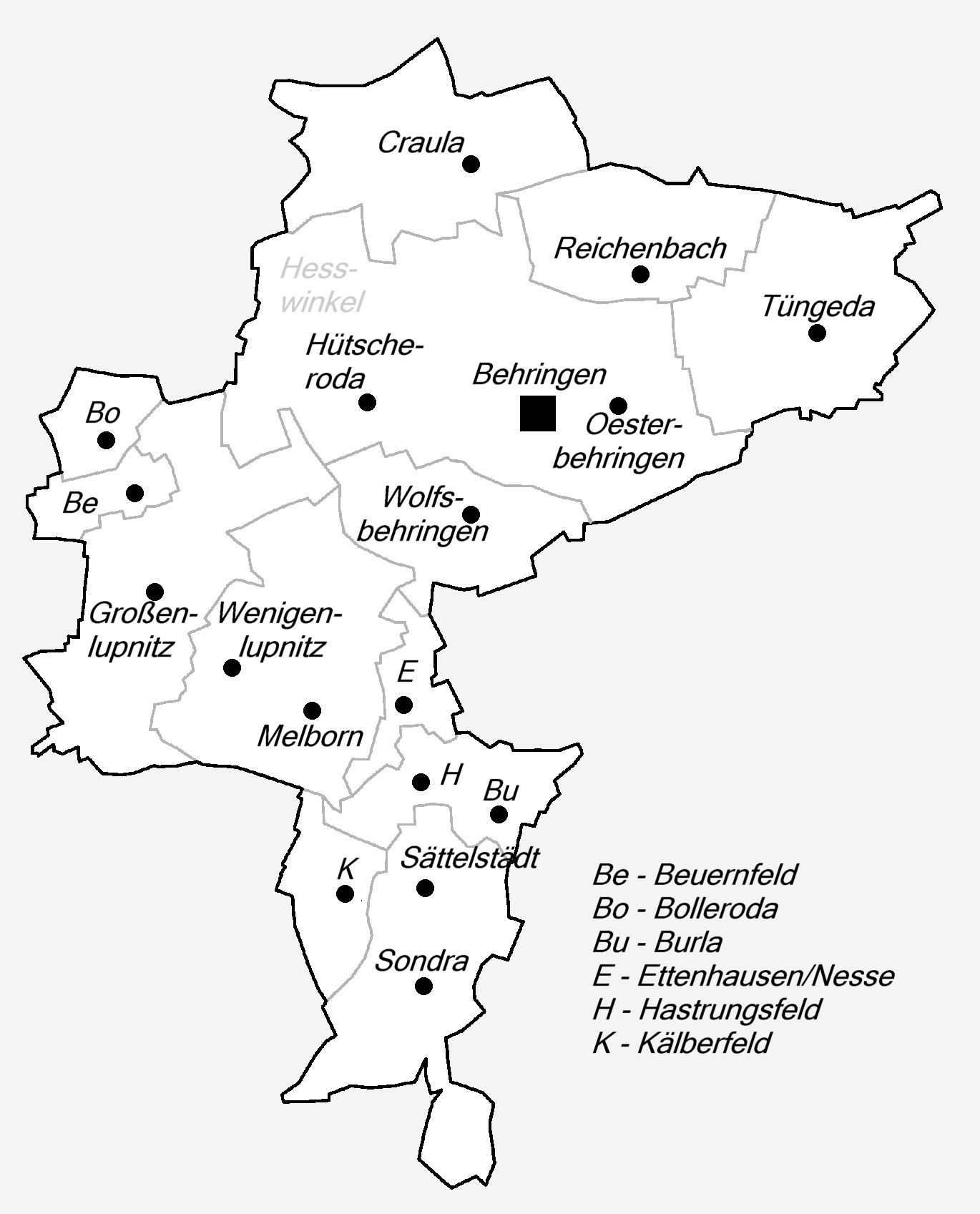
De plaatsen in de gemeente Horselberg -Hainich

| Plaats                   | Hoogte | Inwoners |
| ------------------------ | ------ | -------- |
| Behringen                | 282    | 1460     |
| Beuernfeld               | 254    | 121      |
| Bolleroda                | 260    | 86       |
| Burla                    | 287    | 72       |
| Craula                   | 432    | 336      |
| Ettenhausen an der Nesse | 253    | 145      |
| Großenlupnitz            | 231    | 768      |
| Hastrungsfeld            | 302    | 105      |
| Hütscheroda              | 315    | 73       |
| Kälberfeld               | 260    | 211      |
| Melborn                  | 238    | 164      |
| Reichenbach              | 322    | 352      |
| Sättelstädt              | 264    | 580      |
| Sondra                   | 275    | 152      |
| Tüngeda                  | 284    | 477      |
| Wenigenlupnitz           | 234    | 591      |
| Wolfsbehringen           | 290    | 435      |

Totaal gehele gemeente: 6.128 inwoners. Peildatum: 31 december 2021. Bron: website van de gemeente. 

## Verkeer

### Wegverkeer
De gemeente wordt doorsneden door de Bundesautobahn 4 en de B7 en B 84.

### Spoorwegen
De Spoorlijn Halle–Erfurt–Gerstungen doet via het station Sättelstädt de gemeente aan.
De voormalige Nessetalbahn (Spoorlijn Bufleben-Friedrichswerth) is sinds 1997 buiten gebruik en werd in 2007 opgebroken.

## Economie
Bij Wolfsbehringen, aan de B84, ligt, op de locatie van een uitgestrekt voormalig militair terrein, het 1.200 hectare grote  Industrieterrein Kindel, met vooral ondernemingen van lokaal of regionaal midden- en kleinbedrijf. 
Amt Creuzburg ·
Bad Liebenstein ·
Bad Salzungen ·
Barchfeld-Immelborn ·
Berka v. d. Hainich ·
Bischofroda ·
Buttlar ·
Dermbach ·
Eisenach ·
Empfertshausen ·
Geisa ·
Gerstengrund ·
Gerstungen ·
Hörselberg-Hainich ·
Kaltennordheim ·
Krauthausen ·
Krayenberggemeinde ·
Lauterbach ·
Leimbach ·
Nazza ·
Oechsen ·
Ruhla ·
Schleid ·
Seebach ·
Treffurt ·
Unterbreizbach ·
Vacha ·
Weilar ·
Werra-Suhl-Tal ·
Wiesenthal ·
Wutha-Farnroda